# Тлен
Тлен (на полски: Tleń; на немски: Klinger, Klingermühle) е село в Северна Полша, Куявско-Поморско войводство, Швечки окръг, в състава на община Оше. Има статут на кметство (солецтво).
Селището се намира в границите на Вдецкия ландшафтен парк. Застроената му територия е разположена край десния бряг на река Вда, при вливането и в язовор Жур. Отстои на 6 км северозападно от общинския център Оше, на 30 км източно от Тухоля, на 30,5 км северно от окръжния център Швече и на 116 км южно от войводската столица Гданск.
Според данни от полската Централна статистическа служба, през 2011 г. населението на селото възлиза на 306 души.
- Графика. Промени в броя на жителите в периода 1988 – 2011 г.[2]